# 1594
Évszázadok: 15. század – 16. század – 17. század
Évtizedek: 1540-es évek – 1550-es évek – 1560-as évek – 1570-es évek – 1580-as évek – 1590-es évek – 1600-as évek – 1610-es évek – 1620-as évek – 1630-as évek – 1640-es évek
Évek: 1589 – 1590 – 1591 – 1592 –  1593 – 1594 – 1595 – 1596 – 1597 – 1598 – 1599

## Események

### Határozott dátumú események
- február 2–15. – A gyulafehérvári országgyűlés megtiltja a tetemrehívást, mint a kereszténységhez nem illő cselekedetet.[1]
- február 27. – A chartres-i székesegyházban IV. Henrik néven francia királlyá koronázzák III. Henrik navarrai királyt.[2]
- március 22. – Brissac kormányzó megnyitja Párizs kapuit IV. Henrik előtt.[2]
- augusztus 17. – A kolozsvári országgyűlés megszavazza, de nem iktatja törvénybe a Portától való elszakadást.[3]
- augusztus 31. – Báthory Zsigmond a kolozsvári piactéren lefejeztet hat törökpárti főurat.[4]
- szeptember 29. – A törökök – Hardegg Ferdinánd gróf városparancsnok árulása révén – elfoglalják Győr várát.[3]
- október 29. – a gyurgyevói csatában az erdélyi és havasalföldi csapatok győzelmet aratnak Szinán nagyvezír felett.[5] (* 1533)

### Határozatlan dátumú események
- Báthory Zsigmond csatlakozik a törökellenes szövetséghez.
- A tizenöt éves háború során áprilisban a magyarok Esztergomot, októberben a törökök Komáromot ostromolják meg. A magyar végvári vitézek Esztergomnál vereséget szenvednek, Komárom alól viszont egy hónapos elkeseredett küzdelem után megfutamítják a túlerőben levő török sereget.

## Az év témái

### 1594 a tudományban
- John Napier skót matematikus nyilvánosságra hozza természetes logaritmusrendszerét.

## Születések
- január 29. – Frigyes Henrik orániai herceg, a Holland Köztársaság kormányzója († 1647)
- február 19. – Henrik Frigyes walesi herceg, I. Jakab angol király elsőszülött fiaként trónörökös († 1612)
- március 25. – Maria Tesselschade Visscher, holland költő és rézmetsző († 1649)
- május 29. – Gottfried Heinrich zu Pappenheim, német katonatiszt, császári tábornok a harmincéves háborúban († 1632)
- június 15. – Nicolas Poussin, francia barokk festő († 1665)
- december 9. – II. Gusztáv Adolf, svéd király, hadvezér († 1632)

Bizonytalan dátum
- Peter Oliver, angol miniatúrakészítő († 1648)

## Halálozások
- február 4.[6] (január 25.)[7] - Feodoszija Fjodorovna orosz nagyhercegnő, I. Fjodor orosz cár és Irina Fjodorovna Godunova egyetlen gyermeke (* 1592)
- május 30. – Balassi Bálint magyar költő, katona (* 1554)
- május 31. – Jacopo Tintoretto olasz festő (* 1518)
- augusztus 31. – Kendi Sándor erdélyi főnemes[4] (*?)
- szeptember 11. – Báthory Boldizsár erdélyi politikus (* 1555)
- december 2. – Gerardus Mercator belga térképész, a Mercator-vetület megalkotója (* 1512)